# Puntius pentazona
Puntius pentazona és una espècie de peix de la família dels ciprínids i de l'ordre dels cipriniformes. Va ser descrit el 1894 pel zoòleg belgo-britànic George Albert Boulenger. Poden assolir fins a 8,8 cm de longitud total. Es troba des de Malàisia fins a Indonèsia (Sumatra).